# Ralph Neville-Grenville
Pour les articles homonymes, voir Ralph Neville et Grenville.
Ralph Neville-Grenville, (né Ralph Neville; 27 février 1817 - 20 août 1886) est un homme politique du Parti conservateur britannique. 

## Biographie
Né Ralph Neville, il est le fils aîné de George Neville-Grenville (doyen de Windsor et fils de Richard Griffin (2e baron Braybrooke)) et son épouse Charlotte Neville-Grenville (née Charlotte Legge, deuxième fille de George Legge (3e comte de Dartmouth)). En 1854, à la mort de son père, il prend le nom de famille Grenville. Il fait ses études au Collège d'Eton et plus tard au Magdalene College de Cambridge, où il obtient son diplôme de maîtrise ès arts en 1837. Il sert dans l'armée britannique et est lieutenant-colonel de la West Somerset Yeomanry Cavalry. 

## Carrière
Il entre à la Chambre des communes britannique en tant que député de Windsor en 1841, le restant jusqu'en 1847. Il siège de nouveau pour East Somerset de 1865 à 1868, puis pour Mid Somerset jusqu'à sa démission en 1878. En 1846, il est lord du Trésor. Il est nommé haut shérif de Somerset en 1862 et est sous-lieutenant et juge de paix pour le même comté. 

## Famille
Le 18 septembre 1845, il épouse Julia Roberta Russell, fille de Robert Frankland-Russell (7e baronnet) de l'église All Souls, Langham Place. Ils ont neuf enfants, trois filles et six fils. 